# Tiếng Azerbaijan
Tiếng Azerbaijan hay tiếng Azeri, cũng đôi khi được gọi là tiếng Thổ Azerbaijan hay tiếng Thổ Azeri, là một ngôn ngữ Turk được nói chủ yếu bởi người Azerbaijan, tập trung chủ yếu tại Liên Kavkaz và Azerbaijan thuộc Iran. Ngôn ngữ này có địa vị chính thức tại Azerbaijan và Dagestan (một chủ thể liên bang của Nga) nhưng không có địa vị chính thức tại Azerbaijan thuộc Iran, nơi đa số người Azerbaijan sinh sống. Nó cũng được nói tại những cộng đồng người Azerbaijan tại Gruzia và Thổ Nhĩ Kỳ, cũng như tại châu Âu và Bắc Mỹ.
Tiếng Azerbaijan là một thành viên của nhánh Oghuz của ngữ hệ Turk. Nó có hai dạng chính, Bắc Azerbaijan (nói tại Cộng hòa Azerbaijan và Nga, dựa trên phương ngữ Shirvan) và Nam Azerbaijan (nói tại Iran, dựa trên phương ngữ Tabriz). Tiếng Azerbaijan có quan hệ gần gũi với tiếng Thổ Nhĩ Kỳ, tiếng Qashqai, tiếng Turkmen và tiếng Tatar Krym; chúng có thể thông hiểu lẫn nhau ở mức độ nào đó.

## Chữ viết
Tại Cộng hòa Azerbaijan từ năm 1992 quy định sử dụng Bảng chữ cái Azerbaijan (tiếng Azerbaijan: Azərbaycan lifbası), một bảng chữ Latinh cải biến, cho việc viết tiếng Azerbaijan , thay thế các phiên bản trước dựa trên chữ Cyrill và chữ Ả Rập.
Ở Iran chữ Ả Rập được sử dụng để viết tiếng Azeri. Mặc dù đã có một vài nỗ lực tiêu chuẩn hóa, nhưng chính tả và tập hợp các chữ cái vẫn được sử dụng khác nhau giữa các nhà văn Azeri của Iran, với ít nhất hai nhánh chính, là chính tả được sử dụng bởi tạp chí Behzad Behzadi và Azari, và chính tả được sử dụng bởi tạp chí Varliq, dù cả hai đều xuất bản hàng quý ở Tehran.
Tại Nga vẫn sử dụng chữ Cyrill .